# Власе (Лесковац)
Власе је насељено место града Лесковца у Јабланичком округу. Према попису из 2022. било је 409 становника.
Према турском попису нахије Ниш из 1516. године, место је било једно од 111 села нахије и носило је назив Ефлаклар, а имало је 20 кућа, 1 удовичко домаћинство, 9 самачка домаћинства.

## Демографија
У насељу Власе живи 461 пунолетни становник, а просечна старост становништва износи 41,7 година (40,3 код мушкараца и 43,2 код жена). У насељу има 147 домаћинстава, а просечан број чланова по домаћинству је 3,97.
Ово насеље је великим делом насељено Србима (према попису из 2002. године), а у последња три пописа, примећен је пад у броју становника.
|             | \| Демографија[2] \| Демографија[2] \| Демографија[2] \| \| Година \| Становника \| Становника \| \| -------------- \| -------------- \| -------------- \| \| 1948. \| 575 \| \| \| 1953. \| 630 \| \| \| 1961. \| 682 \| \| \| 1971. \| 673 \| \| \| 1981. \| 686 \| \| \| 1991. \| 642 \| 632 \| \| 2002. \| 584 \| 588 \| \| 2011. \| 503 \| \| \| 2022. \| 409 \| \| |            |
| Демографија | |            |
| Година      | Становника | Становника |
| 1948.       | 575 |            |
| 1953.       | 630 |            |
| 1961.       | 682 |            |
| 1971.       | 673 |            |
| 1981.       | 686 |            |
| 1991.       | 642 | 632        |
| 2002.       | 584 | 588        |
| 2011.       | 503 |            |
| 2022.       | 409 |            |

| Етнички састав према попису из 2002.‍ | Етнички састав према попису из 2002.‍ | Етнички састав према попису из 2002.‍ | Етнички састав према попису из 2002.‍ | Етнички састав према попису из 2002.‍ |
| ------------------------------------ | ------------------------------------ | ------------------------------------ | ------------------------------------ | ------------------------------------ |
|                                      |                                      |                                      |                                      |                                      |
| Срби                                 | Срби                                 |                                      | 583                                  | 99,82%                               |
| Бугари                               | Бугари                               |                                      | 1                                    | 0,17%                                |
| непознато                            | непознато                            |                                      | 0                                    | 0,0%                                 |

| Година пописа     | 1948. | 1953. | 1961. | 1971. | 1981. | 1991. | 2002. |
| ----------------- | ----- | ----- | ----- | ----- | ----- | ----- | ----- |
| Број домаћинстава | 94    | 107   | 122   | 140   | 162   | 157   | 147   |

| Број чланова      | 1  | 2  | 3  | 4  | 5  | 6  | 7 | 8 | 9 | 10 и више | Просек |
| ----------------- | -- | -- | -- | -- | -- | -- | - | - | - | --------- | ------ |
| Број домаћинстава | 15 | 32 | 21 | 17 | 24 | 26 | 8 | 1 | 0 | 3         | 3,97   |

| Пол    | Укупно | Неожењен/Неудата | Ожењен/Удата | Удовац/Удовица | Разведен/Разведена | Непознато |
| ------ | ------ | ---------------- | ------------ | -------------- | ------------------ | --------- |
| Мушки  | 245    | 46               | 166          | 27             | 5                  | 1         |
| Женски | 237    | 21               | 168          | 46             | 2                  | 0         |
| УКУПНО | 482    | 67               | 334          | 73             | 7                  | 1         |

| Пол    | Укупно                    | Пољопривреда, лов и шумарство | Рибарство                            | Вађење руде и камена | Прерађивачка индустрија       |
| ------ | ------------------------- | ----------------------------- | ------------------------------------ | -------------------- | ----------------------------- |
| Мушки  | 133                       | 70                            | 0                                    | 0                    | 23                            |
| Женски | 69                        | 51                            | 0                                    | 0                    | 10                            |
| УКУПНО | 202                       | 121                           | 0                                    | 0                    | 33                            |
| Пол    | Производња и снабдевање   | Грађевинарство                | Трговина                             | Хотели и ресторани   | Саобраћај, складиштење и везе |
| Мушки  | 1                         | 19                            | 7                                    | 1                    | 4                             |
| Женски | 0                         | 0                             | 4                                    | 0                    | 0                             |
| УКУПНО | 1                         | 19                            | 11                                   | 1                    | 4                             |
| Пол    | Финансијско посредовање   | Некретнине                    | Државна управа и одбрана             | Образовање           | Здравствени и социјални рад   |
| Мушки  | 1                         | 0                             | 1                                    | 2                    | 1                             |
| Женски | 0                         | 0                             | 0                                    | 1                    | 2                             |
| УКУПНО | 1                         | 0                             | 1                                    | 3                    | 3                             |
| Пол    | Остале услужне активности | Приватна домаћинства          | Екстериторијалне организације и тела | Непознато            | Непознато                     |
| Мушки  | 1                         | 0                             | 0                                    | 2                    | 2                             |
| Женски | 1                         | 0                             | 0                                    | 0                    | 0                             |
| УКУПНО | 2                         | 0                             | 0                                    | 2                    | 2                             |